# 克劳福兹维尔怪物
克劳福兹维尔怪物（英語：Crawfordsville monster）是指1891年美国印第安纳州发生的数起神秘生物目击事件，通常被认为是大气层巨兽的目击。目前克劳福兹维尔怪物被认为是双领鸻群的误认。

## 目击
1891年9月5日上午，Marshall McIntyre和Bill Gray遭遇了克劳福兹维尔怪物。他们说这个诡异的生物长约18英尺（5.5米）、宽8英尺（2.4米），通过几对侧鳍推动空气前行。它外表白色的，没有固定的形状或明确的头尾，但可见它那火红的眼睛以及喘息声，似乎遭受巨大的痛苦。Marshall McIntyre和Bill Gray躲进相对安全的谷仓，并观察了这只在空中徘徊的生物近一小时，之后他们利用带来的马迅速的离开了那附近。
当日晚，卫理公会的牧师Switzer与其妻子（姓名不详）也目击到一个类似的生物。

## 可能的解释
目击者John Hornbeck 和Abe Hernley追踪并确认克劳福兹维尔怪物是一群双领鸻。《Crawfordsville Daily Journal》据此推测这些双领鸻可能是遭到新安装的路灯干扰，迷失了方向，以至于不停地城镇与天空盘旋。